# Far Beyond Driven
A Far Beyond Driven a Pantera együttes 1994-ben megjelent hetedik stúdióalbuma. Az Amerikai Egyesült Államokban a lemezeladási lista első helyét szerezte meg és több mint 1 millió eladott példány után platinalemez minősítést kapott. A megjelenést követő évben az albumról az I'm Broken dalt Grammy-díjra jelölték a Best Metal Performance kategóriában. A Far Beyond Driven-t 2017-ben a Rolling Stone magazin Minden idők 100 legjobb metalalbuma listáján a 39. helyre rangsorolta.
2014-ben, az album kiadásának 20. évfordulójára, újra megjelent a Far Beyond Driven. A nagylemez hanganyagát remaszterizálták és az album mellé egy bónusz CD is került, rajta a Pantera 1994-es Monsters of Rock fellépésének felvételével.

## Az album dalai

### Eredeti kiadás
Az összes szám szerzője Dimebag Darrell, Vinnie Paul, Phil Anselmo és Rex Brown kivéve a jelzett daloknál. 
| 1.    | Strength Beyond Strength                   | 3:38 |
| 2.    | Becoming                                   | 3:05 |
| 3.    | 5 Minutes Alone                            | 5:47 |
| 4.    | I’m Broken                                 | 4:24 |
| 5.    | Good Friends and a Bottle of Pills         | 2:52 |
| 6.    | Hard Lines, Sunken Cheeks                  | 7:01 |
| 7.    | Slaughtered                                | 3:56 |
| 8.    | 25 Years                                   | 6:05 |
| 9.    | Shedding Skin                              | 5:36 |
| 10.   | Use My Third Arm                           | 4:51 |
| 11.   | Throes of Rejection                        | 5:01 |
| 12.   | Planet Caravan (Black Sabbath-feldolgozás) | 4:03 |
| 56:19 |                                            |      |

| Japán kiadás bónusz dalai | Japán kiadás bónusz dalai                                   | Japán kiadás bónusz dalai | Japán kiadás bónusz dalai | Japán kiadás bónusz dalai | Japán kiadás bónusz dalai | Japán kiadás bónusz dalai | Japán kiadás bónusz dalai | Japán kiadás bónusz dalai | Japán kiadás bónusz dalai |
| #                         | Cím                                                         | Hossz                     |                           |                           |                           |                           |                           |                           |                           |
| ------------------------- | ----------------------------------------------------------- | ------------------------- | ------------------------- | ------------------------- | ------------------------- | ------------------------- | ------------------------- | ------------------------- | ------------------------- |
| 13.                       | The Badge (Jerry A., Poison Idea) (Poison Idea-feldolgozás) | 3:55                      |                           |                           |                           |                           |                           |                           |                           |
| 60:14                     |                                                             |                           |                           |                           |                           |                           |                           |                           |                           |

### Bővített kiadás bónusz CD
| 1. | Use My Third Arm         | 4:04 |
| 2. | Walk                     | 5:15 |
| 3. | Strength Beyond Strength | 4:01 |
| 4. | Domination / Hollow      | 6:54 |
| 5. | Slaughtered              | 3:57 |
| 6. | Fucking Hostile          | 2:57 |
| 7. | This Love                | 7:16 |
| 8. | Mouth for War            | 4:01 |
| 9. | Cowboys from Hell        | 4:49 |

## Közreműködők
| Pantera - Philip Anselmo – ének - Dimebag Darrell – gitár - Rex – basszusgitár - Vinnie Paul – dob | Produkció - Terry Date és Vinnie Paul – producer, hangmérnök, keverés - Pantera – társproducer, hangszerelés - Ted Jensen – mastering |

## Listás helyezések
| Lista (1994/2014)                            | Legjobb helyezés |
| -------------------------------------------- | ---------------- |
| Ausztrália (ARIA Top 50 Albums)              | 1                |
| Ausztria (Ö3 Austria Top 40)                 | 8                |
| Hollandia (Dutch Charts Album Top 100)       | 47               |
| Németország (Offizielle Top 100)             | 7                |
| Magyarország (MAHASZ Top 40 albumlista)      | 7                |
| Új-Zéland (Recorded Music NZ Top 40 Albums)  | 14               |
| Norvégia (VG-lista Album Top 40)             | 14               |
| Svédország (Sverigetopplistan Top 60 Albums) | 2                |
| Svájc (Schweizer Hitparade Top 100 Albums)   | 21               |
| Egyesült Királyság (UK Albums Chart)         | 3                |
| USA Billboard 200                            | 1                |

| Év   | Dal               | Slágerlista                | Legjobb helyezés |
| ---- | ----------------- | -------------------------- | ---------------- |
| 1994 | "Planet Caravan"  | Hot Mainstream Rock Tracks | 21               |
| 1994 | "Planet Caravan"  | Brit kislemezlista         | 26               |
| 1994 | "I'm Broken"      | UK Singles Chart           | 19               |
| 1994 | "Becoming"        | Hot Mainstream Rock Tracks | 12               |
| 1994 | "5 Minutes Alone" | Hot Mainstream Rock Tracks | 13               |

## Fordítás
Ez a szócikk részben vagy egészben  a   Far Beyond Driven című angol Wikipédia-szócikk fordításán alapul.  Az eredeti cikk szerkesztőit annak laptörténete sorolja fel. Ez a jelzés csupán a megfogalmazás eredetét és a szerzői jogokat jelzi, nem szolgál a cikkben szereplő információk forrásmegjelöléseként.